# Stora Hampsjön
Stora Hampsjön är en sjö i Borlänge kommun i Dalarna och ingår i Dalälvens huvudavrinningsområde. Sjön har en area på 0,0456 kvadratkilometer och ligger 307,6 meter över havet.

## Delavrinningsområde
Stora Hampsjön ingår i det delavrinningsområde (670096-146584) som SMHI kallar för Mynnar i Hyttingsån. Medelhöjden är 323 meter över havet och ytan är 13,3 kvadratkilometer. Det finns inga avrinningsområden uppströms utan avrinningsområdet är högsta punkten. Tomtbäcken som avvattnar avrinningsområdet har biflödesordning 5, vilket innebär att vattnet flödar genom totalt 5 vattendrag innan det når havet efter 228 kilometer. Avrinningsområdet består mestadels av skog (93 procent). Avrinningsområdet har 0,04 kvadratkilometer vattenytor vilket ger det en sjöprocent på 0,3 procent.